# ライアン・リード (バスケットボール)
ライアン・リード（Ryan Reid、1986年10月30日 - 2025年7月9日）は、アメリカ合衆国のバスケットボール選手。ポジションはパワーフォワード。

## 来歴
フロリダ州立大学(NCAA)を卒業後、オクラホマシティ・サンダー（NBA）傘下のタルサ・シックスティシクサーズ（Dリーグ）でプレーした。
プエルトリコのメッツ・ガイナボ（BSN）、フランスのコラール・ロアンヌ・バスケット（LNB）、SLUCナンシー（LNB）とチームを移籍した後、2015-16シーズンはbjリーグの新潟アルビレックスBBに加入した。シーズン終了後、契約満了が発表された
。
2016-17シーズンは、B2リーグの島根スサノオマジックと契約。
2025年7月9日死去。38歳没。

## 記録
| シーズン | チーム | GP | GS | MPG   | FG%  | 3P%  | FT%  | RPG  | APG | SPG | BPG | TO  | PPG  |
| -------- | ------ | -- | -- | ----- | ---- | ---- | ---- | ---- | --- | --- | --- | --- | ---- |
| 2015-16  | 新潟   | 52 | 51 | 34.7  | .489 | .386 | .724 | 11.9 | 3.6 | 1.3 | 0.7 | 2.5 | 17.4 |
| 2016-17  | 島根   | 60 | 0  | 17:35 | .469 | .216 | .730 | 6.5  | 1.2 | 0.7 | 0.5 | 1.1 | 8.5  |